# Aliens vs. Predator (игра, 2010)
Aliens vs. Predator (с англ. — «Чужие против Хищника») — компьютерная игра в жанре шутер от первого лица с элементами survival horror, основанная на комбинированной вселенной серий «Чужой» и «Хищник». Игра является третьей в серии Aliens vs. Predator и была разработана автором оригинальной игры 1999 года — британской компанией Rebellion Developments. Aliens vs. Predator была выпущена компанией Sega для Microsoft Windows, Xbox 360 и PlayStation 3 16 февраля 2010 года во всём мире. В России игра выпущена 1С-Soft Club 19 февраля. Неофициально игру иногда называют Aliens versus Predator 3.
Игра выпущена компанией SEGA в трёх изданиях — обычном, Survivor Edition и Hunter Edition. Survivor Edition помимо игры включает в себя доступ к дополнительным материалам и продаётся в стальной коробке. Hunter Edition помимо всего этого содержит модель лицехвата, нашивку Weyland-Yutani Corporation и стерео-открытку. В России Soft Club предлагает игру в двух изданиях — обычном и коллекционном (соответствующая Hunter Edition).
Как и в других играх серии, доступны три противоборствующие стороны — морпехи, хищники и чужие. При игре за различные стороны приоткрываются новые детали сюжета. Практически все локации можно встретить играя за различные стороны. Игра использует Steamworks и включает в себя различные дополнительные возможности Steam: систему достижений, синхронизацию настроек (Steam Cloud) и статистику.

## История разработки
SEGA анонсировала разработку новой игры из цикла «Чужой против Хищника» в декабре 2008 года, что стало причиной откладывания Aliens: Colonial Marines. 20 мая 2009 года был опубликован тизер игры, 29 июля — трейлер, демонстрирующий игровой процесс за морпеха, 15 октября — трейлер Чужого.
21 октября технический директор Rebellion Крис Кингсли сообщил, что версия для персональных компьютеров будет использовать DirectX 11. 23 ноября ведущий художник и дизайнер Rebellion Тим Джонс рассказал в интервью для PlayStation LifeStyle о планах касательно игры: о четырёх многопользовательских режимах — Deathmatch, Infestation (морпехи против Чужого), Predator Hunt (морпехи против Хищника) и Survivor (кооперативная игра для четырёх человек); а также о поддержке DLC-дополнений. 13 августа 2009 года Joystiq опубликовали впечатления от закрытой демонстрации. Хищник получил возможность — воспроизводить человеческий голос, для того чтобы приманить других людей. Joystiq сообщили что «релиз намечен на февраль», а сама игра «не удивляет, однопользовательские кампании выглядят и чувствуются так, как должны». 19 августа IGN написали о демонстрации с GamesCom 2009. Игра за морпеха одновременно «напыщенная и напряжённая», игровой процесс выполнен как «Halo survival horror». Игра за Хищника же больше похожа на «инопланетный Splinter Cell». В многопользовательские режимы будет включён кооперативный на четырёх человек и командный deathmatch из трёх команд. 20 августа SEGA опубликовала интервью с GamesCom на сайте YouTube. Стало известно, что многопользовательский режим будет поддерживать до 18 игроков одновременно, однопользовательская игра будет состоять из 12-14 часов игрового процесса. Была анонсирована демоверсия игры, однако о дате релиза ничего не было сказано. Чужие смогут чувствовать противника сквозь стены. Позже стало известно что игра получит интеграцию с системой Steam и будет доступна в феврале 2010 года. 8 декабря стало известно, что в игре будет представлен андроид Бишоп. Лэнс Хенриксен написал, что остался доволен своим представлением в игре. 3 февраля 2010 года была сообщена дата выхода многопользовательской демонстрационной версии игры — 4 февраля. Через некоторое время в Steam стала доступна многопользовательская демонстрационная версия игры, ограниченная одним режимом (Deathmatch), одним уровнем (Refinery) и одним внешним видом для каждого персонажа.

## Игра за человека

### Сюжет
Игрок берёт на себя роль Курсанта (Rookie). После падения на планету BG-386 героя контузит, он теряет сознание, а затем приходит в себя в подвале и обнаруживает, что практически вся его команда мертва. Частично пополнив свой арсенал, курсант находит Текилу, капрала отряда. С ней связываются остальные морпехи, которые закрылись в клубе. Она отправляет им на выручку Курсанта. Курсант находит остатки отряда почти разгромленными. К ним на помощь продвигается второй отряд, однако ксеноморфы внезапным нападением уничтожают их всех. Курсанту приходится быстро отступать, но ксеноморф хватает его и тащит в улей.
Курсант приходит в себя в шахтах и выбирается наверх. Он распределяет энергию по периметру и проникает на завод. В комнате управления он активирует терминал. Текила посылает его к точке эвакуации, сообщая, что нашла ещё живого Ван Зандта на нижних уровнях завода. Курсант находит заражённого майора в улье и убивает его. Продвигаясь вглубь улья, Курсант находит Королеву Чужих, с которой сражается и затем сжигает. После уничтожения Королевы Курсант бегством покидает улей и выбирается наружу.
На базе в джунглях Курсант находит лишь трупы. Текила велит ему запустить передатчик и дождаться эвакуации. Во время эвакуации корабль морпехов сбивает корабль Хищников. На связь с Курсантом выходит администратор WEYLAND-YUTANI по имени Катя. Она просит Курсанта добыть для неё некоторые данные, получив которые она поможет спасти его друзей. Курсант выполняет поручение и движется к пещерам, в которых находится подбитый корабль морпехов.
В пещерах Курсант находит древние руины, по-видимому, построенные Хищниками. Придя на место крушения корабля, он находит последних выживших морпехов. Курсант идёт дальше, но его атакует Хищник, с которым морпех вступает в бой и побеждает. Дальше, в глубинах руин, Курсант находит Текилу, заражённую Лицехватом. Вместе с девушкой Курсант проникает в лабораторию Вейланда.
В лаборатории Курсант и Текила встречают андроида Катю, которая пытается извлечь личинку ксеноморфа из грудной клетки Текилы, но терпит неудачу и принимает решение положить Текилу в анабиозную камеру, для того чтобы оказать ей помощь позднее. Затем Катя просит Курсанта спуститься в пирамиду и забрать коммуникатор Карла Бишопа Вейланда, с помощью которого можно будет вызвать его личный крейсер и спастись с планеты. По пути к лифту Курсант встречает и убивает преторианца, элитного «гвардейца» ксеноморфов, после чего спускается к пирамиде.
Перед пирамидой Курсант натыкается на целую орду чужих во главе с двумя преторианцами, уничтожает их и продвигается дальше. В пирамиде Курсант встречает Вейланда, который застает героя врасплох и пытается убить, но взрыв, устроенный Младшим, позволяет Курсанту спастись. После уничтожения Карла и его андроидов Курсант вызывает спасательный крейсер Вейланда и убегает из разрушающейся пирамиды, после чего благополучно покидает планету вместе с Катей и Текилой. При отлете их корабля на планете происходит термоядерный взрыв руин, вызванный Хищником. В эпилоге Курсант и другие выжившие засыпают в анабиозных капсулах, пилоты крейсера передают другому синтетическому клону Вейланда данные с коммуникатора погибшего клона — координаты планеты ксеноморфов, скачанные из захоронения Прародителя Хищников, ради нахождения которой и были организованы раскопки на BG-386.

### Игровой процесс
Игра за морпеха является смесью шутера от первого лица и survival horror. Игроку предстоит перемещаться по уровням, уничтожая противников и пытаясь перебраться на следующие локации. Большинство уровней тёмные, поэтому приходится использовать фонарик или ХИС («Химический источник света»). Из вооружения игрок использует различное огнестрельное оружие: пистолет, дробовик, импульсную винтовку, снайперскую винтовку и другие. Игрок может носить только три (в случае с пулемётом — два) вида оружия. Также игрок может отбиваться оружием, отталкивая противника. У морпеха есть детектор движения, который показывает, где находится источник угрозы. При игре за человека нет мгновенно лечащих аптечек, поэтому игроку следует собирать шприцы, которые при использовании восстанавливают здоровье. Игрок может носить только три шприца.

## Игра за Чужого

### Сюжет
Игроку предстоит играть за Чужого — воина, которая была выведена в лаборатории и названа Шестой. С момента рождения Шестая отличалась от своих собратьев повышенным интеллектом, сообразительностью и превосходным зрением, чем привлекала внимание учёных и Вейланда, к примеру, из носителя она выбралась не через грудную клетку, а через рот. Во время её изучения, из-за неполадок в системе энергоснабжения Шестая освобождается из специального устройства удержания, убивает попавшихся ей на пути учёных, убегает из лаборатории и, взломав систему безопасности, освобождает пленённую учёными Королеву со своими собратьями.
Пока Королева отращивала новый яйцеклад, Шестая пробирается через несколько военных баз, убивая людей и андроидов, и в конечном итоге, Шестая добирается до священного храма Хищников, где с собратьями-Бегунами вступает в схватку с 3 охотниками. Убив двух хищников на площадке, она заражает лицехватом хищника-воина. Возвращаясь в улей, она видит, как завод взрывается, а Королева гибнет в пожаре, который был устроен Курсантом, после чего Шестую скручивает от боли и её находят андроиды, капитан которых говорит: «Стоп! Объект должен быть транспортирован с планеты». Шестая попадает в плен к людям, которые увозят ксеноморфа с планеты на корабль.
В эпилоге мы видим, что Шестая вновь вырвалась на свободу и перебила всех людей на корабле. Она перерождается сначала в Преторианца, строит новый улей и заточает доктора Гроувза в кокон. Основав новое гнездо, Шестая эволюционирует в новую Королеву-Матку и издаёт свой победный рёв ярости, продолжая род Чужих. Хронологически кампания Чужого начинается раньше, чем кампания Морпеха и Хищника и длится до её половины.

### Игровой процесс
Игра за Чужого является стелс-экшеном. Благодаря большой скорости перемещения Чужой может быстро проскакивать мимо врагов, оставаясь незамеченным. Поэтому далеко не всегда имеет смысл вступать в бой с противником, иногда его можно просто обмануть. Из-за этого прохождение кампании за Чужого занимает значительно меньше времени, чем прохождение других кампаний. Чужой может бить когтями, хвостом, внезапно нападать издалека, чуять жертв сквозь стены и в темноте, приманивать их шипением, лазать по стенам и потолку, пролезать в вентиляционные шахты, скрываться в небольших отверстиях и быть невидимым в темноте. Существует также возможность добивать противников различными способами, в том числе заражать людей лицехватами. Здоровье Чужого восстанавливается со временем автоматически, но здоровье можно пополнить и мгновенно, откусив поверженному человеку голову.

## Игра за Хищника

### Сюжет
Игрок берёт на себя роль Хищника по прозвищу Младший. После курса обучения, Младшего отправляют на BG-386, чтобы уничтожить тела павших Хищников. На орбите хищники находят корабль морпехов и полностью его уничтожают. На планете, пробираясь через джунгли на базу морпехов, Младший уничтожает тела собратьев, собирая их устройства и пополняя арсенал. При подходе к заводу Младший замечает Чужехищника (Чужого, развившегося в теле Хищника). Координатор даёт ему новое задание — выследить и убить Отродье (так он назвал Чужехищника). Следуя за Отродьем, Младший пробирается через завод, уничтожая морпехов и Ксеноморфов. Там же он находит убитую Курсантом Королеву Чужих.
Из завода Младший попадает в пещеры под руинами пирамиды Хищников. Пробираясь в глубь пещер, Младший находит маску Прародителя — древнего Хищника, под чьим началом была одержана первая победа над Ксеноморфами. Младший поднимается на поверхность, в руины пирамиды. Убивая всех морпехов, Младший попадает на арену, где по древнему обычаю, сражается с Преторианцем. Победив его, Хищник идёт дальше и забирает свой приз — копьё Прародителя.
Младший пробирается в исследовательский центр Вэйланд-Ютани, где его пытаются поймать. Там он находит последний артефакт-мини-компьютер Прародителя. На грузовом лифте Младший добирается до пирамиды. Он «скачивает» информацию Прародителя через маску и активирует пирамиду на самоуничтожение. Неожиданно Младшего атакует Отродье. Младший вступает с ним в бой и выигрывает. Пирамида и база рушатся. Младший выбирается на поверхность и повторяет ритуал Прародителя — скидывает тело Отродья с крыши комплекса. Младшего забирают другие Хищники. На корабле он сканирует данные и получает координаты родной планеты Ксеноморфов, куда и отправляется корабль.

### Игровой процесс
Игра за Хищника представляет собой экшн. Играя за Хищника, игрок может перемещаться как по плоскости, так и прыгая по импровизированным платформам. Технологически и физически Хищник сильнее людей и Чужих, но только тогда, когда имеет дело с малым количеством противников. Большое количество врагов опасно для Хищника, поэтому он чаще придерживается тихих способов убийства. Хищник может использовать разные спектры зрения, невидимость, способность приманивать жертв поддельным голосом и далёкие прыжки, чтобы рассредоточить противников и тихо убрать их. Однако с Чужими такое не проходит — Ксеноморф быстр и может заметить даже замаскированного Хищника, поэтому чаще всего в игре Хищник сталкивается с толпой Чужих напрямую. Из оружий ближнего боя у Хищника только парные клинки из обеих рук. На дистанции Хищник использует наплечную пушку, метательный диск, копьё или мины. Хищник также может собирать трофеи, но только при добивании противников.

## Сетевая игра

### Deathmatch
Каждый Сам за Себя: в начале каждый игрок выбирает себе расу, которой будет играть. Цель режима — убить как можно больше других игроков за ограниченное время. В случае смерти игрок автоматически возрождается на игровой карте через четыре секунды после смерти.

### Species Death Match
Межвидовая борьба: игроки изначально поделены на команды, в каждой из которых присутствуют представители одной расы (две команды одной и той же расы быть не могут). Цель режима — убить всей командой как можно больше противников за ограниченное время. В случае смерти игрок автоматически возрождается на игровой карте через пять секунд после смерти. Союзные игроки помечаются стрелочками над головами. В случае убийства союзника у игрока снимаются очки.

### Mixed Species Death Match
Смешанные команды: то же самое, что и межвидовая борьба, только в одной команде могут быть представители разных рас.

### Domination
Господство: игроки делятся на две команды: морпехи и Чужие. Цель каждой из команд — захват контрольных точек, которые приносят очки. Побеждает та команда, которая быстрее наберет пороговое количество очков.

### Survivor
Выживание: морпехи отбиваются от бесконечных атак Чужих. Цель режима — продержаться как можно дольше с максимальным убийством Чужих. Чужие управляются компьютером.

### Predator Hunt
Охота на Хищника: один из игроков играет за Хищника. Остальные играют за морпехов. Хищник зарабатывает очки убийством морпехов, тем самым пополняя время отведённое для убийства. С каждым убийством время увеличивается, и если Хищник не укладывается в это время, то система автоматически выбирает любого другого Хищника. Морпехи очки не зарабатывают, но тот, кто убьет Хищника, сам становится им вместо убитого. Цель режима — накопить как можно больше очков.

### Infestation
Заражение: один из игроков играет за Чужого (выбирается случайно). Остальные играют за морпехов. Каждый убитый морпех превращается в Чужого. Убитый Чужой через пять секунд вновь возрождается. Игра продолжается до тех пор, пока не будут убиты все морпехи или не истечет время. За каждое убийство противника Чужие получают очки. Цель режима — накопить как можно больше очков.

## Отзывы
| Сводный рейтинг     | Сводный рейтинг | Сводный рейтинг       | Сводный рейтинг       |
| Издание             | Оценка          | Оценка                | Оценка                |
| Издание             | PC              | PS3                   | Xbox 360              |
| ------------------- | --------------- | --------------------- | --------------------- |
| GameRankings        | 67,93 %         | 66,89 %               | 65,89 %               |
| Metacritic          | 68/100          | 65/100                | 64/100                |
| Иноязычные издания  |                 |                       |                       |
| Издание             | Оценка          | Оценка                | Оценка                |
| Издание             | PC              | PS3                   | Xbox 360              |
| Destructoid         | 6,5/10          | N/A                   | 6,5/10                |
| Eurogamer           | N/A             | N/A                   | 6/10                  |
| Game Informer       | N/A             | 5,75/10               | 5,75/10               |
| GamePro             | N/A             | [ 28 ]                | [ 28 ]                |
| GameRevolution      | N/A             | D+                    | D+                    |
| GameSpot            | 5,5/10          | 5,5/10                | 5,5/10                |
| GameSpy             | N/A             | N/A                   | [ 32 ]                |
| GameTrailers        | N/A             | N/A                   | 7,7/10                |
| GameZone            | 6/10            | 6/10                  | 6/10                  |
| IGN                 | 7,3/10          | (UK) 8,5/10 (US) 7/10 | (UK) 8,5/10 (US) 7/10 |
| OXM                 | N/A             | N/A                   | 7/10                  |
| PC Gamer (UK)       | 65 %            | N/A                   | N/A                   |
| The A.V. Club       | N/A             | N/A                   | C                     |
| The Daily Telegraph | N/A             | 6/10                  | 6/10                  |

Aliens vs. Predator получила смешанные отзывы на всех платформах на Metacritic.
Летом 2018 года, благодаря уязвимости в защите Steam Web API, стало известно, что точное количество пользователей сервиса Steam, которые играли в игру хотя бы один раз, составляет 1 231 126 человек.